# Tungunesmúli
Tungunesmúli är ett berg i republiken Island. Det ligger i regionen Norðurland vestra, 180 km nordost om huvudstaden Reykjavík. Toppen på Tungunesmúli är 320 meter över havet.
Trakten runt Tungunesmúli är nära nog obefolkad, med mindre än två invånare per kvadratkilometer. Närmaste större samhälle är Blönduós, omkring 19 kilometer nordväst om Tungunesmúli. Trakten runt Tungunesmúli består i huvudsak av gräsmarker.